# Joël Calmettes
 (mars 2018).
Pour les articles homonymes, voir Calmettes.
Joël Calmettes est un auteur et réalisateur de documentaires.

## Documentaires réalisés
- 1990 : Tableaux Noirs - Éducation au Mali (60 min)
- 1993 : La démocratie n'a pas d'ancêtres - élections au village de Koygolo (Niger) (58 min) (France 3)
- 1994 : La Maison des sans-abri - la maison de Nanterre (57 min) (France 2)
- 1994 : Le Premier Combat - coulisses de tournage de Lucky Punch (54 min) (Ciné Cinéma)
- 1995 : Carnet Vodka (52 min) (France 3)
- 1995 : Le fleuve Niger (52 min) avec Erik Orsenna (France 2) musique originale de Denis Barbier
- 1995 : Nous étions ici la France (44 min) de Stephen Smith (Arte)
- 1996 : Azalaï, la caravane de l'or blanc - mines de sel de Taoudeni (Mali) (56 min) (France 3, National Geographic, La Cinquième), voix : Féodor Atkine, musique originale d'Ali Farka Touré
- 1996 : Les enfants d'Éthiopie, en participation avec l'UNESCO (52 min) (France 2), musique originale de Denis Barbier
- 1997 : Lionel Jospin, coulisse d'une victoire (54 min) (France 3)
- 1997 : Les french doctors dans le piège afghan (57 min) (France 3), les 25 ans de Médecins sans frontières
- 1998 : Affaire Grégory : le roman noir d'un fait divers (56 min) (France 3)
- 1998 : Une bien belle idée - Cinquante ans de la Déclaration universelle des droits de l'homme (63 min) (Arte), participation de Stéphane Hessel
- 1999 : Albert Camus, une tragédie du bonheur (52 min) avec Jean Daniel (France 3), voix : Jean-Louis Trintignant, Michel Bouquet
- 1999 : Nicolas Bouvier, le vent des mots (45 min) avec Olivier Bauer (France 3, TSR), voix : Gérard Dessalles.
- 1999 : Éthiopie, trésors perdus du christiannime (52 min) (Arte), musique originale de Denis Barbier
- 2000 : Garry Kasparov, le joueur d'échecs (57 min) (Arte, France 3, RTBF)
- 2000 : Enquête sur la France (57 min) d'Erik Orsenna (La Cinquième)
- 2001 : Ahmadou Kourouma (26 min) (Arte)
- 2001 : Conversations avec les hommes du Biafra, 7 × 26 min (Histoire)
- 2001 : Histoires secrètes du Biafra, Foccart s’en va-t-en guerre (54 min) (France 3)
- 2001 : Un abolitionniste : Robert Badinter (55 min) (Arte)
- 2002 : Mitterrand et l'Affaire de l'Observatoire (52 min) (France 2, France 5)
- 2002 : La Culture, une affaire d’État (87 min) (France 5)
- 2003 : Port Saïd, un rêve d'éternité (26 min) (Arte)
- 2003 : Tanger, comme une île entre deux continents (26 min) (Arte)
- 2003 : Djaïd le Canari (26 min) (France 2)
- 2003 : Le Soldat inconnu vivant, (52 min) (Arte, France 2), voix : Denis Lavant, musique originale de Jean-Louis Valero
- 2004 : Jeux olympiques, un destin français (55 min) de Benoît Heimermann (France 3, TV5 Monde), voix : André Dussollier
- 2004 : Mario Botta, lumière et gravité (26 min) (Arte)
- 2004 : Le Bonheur d'Alexandre Jollien (58 min) (France 3, TSR)
- 2005 : Gérard Garouste, le passeur (52 min) (France 5)
- 2005 : Sur les routes du coton (90 min) avec Erik Orsenna (Arte, TV5 Monde)
- 2006 : Pourquoi pas l’Antarctique ? (52 min) (France 5), avec Isabelle Autissier et Erik Orsenna
- 2006 : Salut au Grand Sud (26 min) (France 3)
- 2007 : Robert Badinter, la justice et la vie (52 min) (France 5, collection Empreintes), musique originale: Laurent Petitgirard.
- 2007 : Livrez-nous Grynszpan, (90 min) (France 2, Arte), avec Julien Tortora, voix : Jean-Pierre Marielle, musique originale de Carolin Petit écrit par Joël Calmettes et Robert Badinter, réalisé par Joël Calmettes
- 2009 : Albert Camus, le journalisme engagé (52 min) (France 5, TSR), voix : Féodor Atkine, Christian Gonon, Alain Lenglet,
- 2009 : Nelson Mandela au nom de la liberté (90 min) (France 2, France 5, RTBF, TSR) voix : Féodor Atkine, musique originale de Louis Sclavis
- 2010 : Berlin 1885, la ruée sur l'Afrique - Conférence de Berlin (90 min) (Arte, RTBF, TSR, TV5 Monde) avec Jacques Spiesser, Carlo Brandt, Pierre-Loup Rajot, voix: Florence Pernel, musique originale: Philippe Miller.
- 2010 : Gérard Garouste, la métamorphose d'une œuvre (52 min)
- 2010 : Jean Daniel (52 min) (France 5, Collection Empreintes)
- 2011 : Erik Orsenna, Éloge de la curiosité (52 min) (France 5, Collection Empreintes).
- 2012 : Mitterrand contre De Gaulle (90 min) (France 3), écrit avec Jacques Dubuisson, voix: Dominique Reymond, Michel Elias
- 2013 : Gerard Garouste, retour aux sources (53 min) (France 5, Collection Empreintes) voix : Christian Gonon.
- 2013 : Vivre avec Camus (54 min) (Arte) et 75 min. Diffusion de la version 54 min le 9 octobre 2013.
- 2014 : Camus, Sartre : une amitié déchirée (52 min 30 s) (France 5), voix : Elsa Lepoivre, Christian Gonon, Marc Fayet, dessins: Rita Mercedes.
- 2014 : Gilles Lapouge, le colporteur de songes, 54 min. Voix : Christian Gonon
- 2015 : La dette (1974-2015), histoire d'une gangrène (2 × 52 min) (France 5, Public Sénat).
- 2016 : Ferry, Clémenceau, le calme et la tempête (52 min) (France 5), voix : Elsa Lepoivre, Christian Gonon, Marc Fayet, dessins: Rita Mercedes.
- 2018 : L'expérience 13 11 15 (titre provisoire), production INA (90 min) (Arte), diffusion: 2020 (en cours)

## Autres activités

### Radio
2002
Producteur et réalisateur " Mémorables Robert Badinter ". France Culture, 15 × 26 min. (février 2002)

### Livre
2011
Robert Badinter, une longue marche. Entretien: Joël Calmettes, texte: Dany Cohen
Éditeur: INA

### Théâtre
En 2008, il écrit avec Gérard Garouste et met en scène Le Classique et l'Indien, une pièce de théâtre créée au Théâtre du Rond-Point avec Gérard Garouste et de Denis Lavant.

### Interviews
- La dette de la France[2]
- Robert Badinter[3]
- Biafra[4]

### Divers
Joël Calmettes a créé avec Erik Orsenna en 2003 Chiloé Productions une société de production de films documentaires.

## Distinctions

### Sélections
- Festival International du Film du Livre d'Art et du Film (FILAF), 2016, Perpignan. Projection en avant-première de Gérard Garouste, Retour aux sources.
- Festival Camus: a stranger in the City, 2016, New-York, projections de Camus, Sartre : une amitié déchirée et de Vivre avec Camus.
- Festival International du Film de Métiers d'Art, 2016, Montreuil. Garouste, métamorphose d'une œuvre (2010), projection hors compétition.
- Escales documentaires, Libreville, 2014, (Gabon), sélectionnés: Camus, Sartre : une amitié déchirée,  Nelson Mandela, au nom de la liberté , Vivre avec Camus.
- Festival international du film d'histoire de Pessac, 2014, (France): nommé dans la catégorie panorama, pour Camus, Sartre : une amitié déchirée.
- Trinidad and Tobago Film Festival, Port-of-Spain, 2014, (Trinidad-et-Tobago): nommé en compétition pour  Nelson Mandela, au nom de la liberté
- Festival international du grand reportage d'actualité du Touquet-Paris-Plage, Le Touquet, 2014, (France): nommé en compétition Prix du Public, pour Vivre avec Camus.
- Festival du film et forum international sur les droits humains de Genève, Genève, 2014 (Suisse): nommé hors compétition, pour  Nelson Mandela, au nom de la liberté .
- Festival international Droits de l’Homme et Cinéma, Caracas, 2013, (Venezuela): nommé en compétition pour  Robert Badinter, un abolitionniste .
- Festival Taragalte, Taragalte, 2013, (Maroc): nommé en panorama pour  Azalaï, la caravane de l'or blanc .
- FIPA, Biarritz, 2012, (France): nommé dans la catégorie sélection non compétitive, pour  Mitterrand contre de Gaulle .
- Festival de films Résistances, Foix, 2012, (France): sélectionné pour  Le bonheur d'Alexandre Jollien .
- Vues d'Afrique, Montréal, 2012 (Canada): nommé dans la catégorie internationale, pour Berlin 1885, la ruée sur l'Afrique.
- BronzeLens Film Festival, Atlanta, 2011, (États-Unis): nomme dans la catégorie internationale, pour  Nelson Mandela, au nom de la liberté .
- FESPACO, Ouagadougou, 2011, (Burkina Faso), : projection hors compétition, pour Berlin 1885, la ruée sur l'Afrique
- Festival International du Film Panafricain, Cannes, 2011, (France): nommé en compétition pour Berlin 1885, la ruée sur l'Afrique.
- Festival d'Essaouira, Essaouira, 2010, (Maroc): nommé en panorama pour Albert Camus, une tragédie du Bonrheur .
- FIPA, Biarritz, 2009, (France): nommé dans la catégorie panorama, pour  Nelson Mandela, au nom de la liberté .
- Festival du film sur la Résistance, Nice, 2009, (France), nommé pour   Livrez-nous Grynszpan .
- Tiburon International Film Festival, Californie, 2009, (États-Unis): nomme dans la catégorie internationale, pour  Nelson Mandela, au nom de la liberté .
- FIPA, Biarritz, 2006 (France): nommé dans la catégorie panorama de la création française, pour  Sur les routes du coton .
- FIPA, Biarritz, 2006 (France): nommé dans la catégorie panorama de la création française, pour  Gérard Garouste, le passeur .
- FIPA, Biarritz, 2005 (France): nommé dans la catégorie compétition documentaires de création et essais, pour  Alexandre Jollien, le bonheur d'Alexandre .
- Festivald du Film Medical et de Santé, Gand, 2006, (Belgique): nommé en compétition pour  Le bonheur d'Alexandre Jollien . (Prix Handicap)
- Festival de l'Encre à l'Écran, Tours, 2004, (France): nommé dans la compétition, pour  Ahmadou Kourouma  (Grand Prix)
- FIPA,Biarritz, 2001 (France): nommé dans la catégorie compétition, pour  Robert Badinter, un abolitionniste .
- Festival international du film d'histoire de Pessac, Pessac, 2004, (France): nommé dans la catégorie compétition, pour  Le Soldat inconnu vivant  (Mention spéciale du jury).
- The New-York festival, New-York, 2002, (États-Unis): finaliste, pour Histoires secrètes du  Biafra, Foccart s’en va-t-en guerre
- Festival international du film d'histoire de Pessac, Pessac, 2001, (France): nommé dans la catégorie compétition, pour  Histoires secrètes du Biafra, Foccart s'en-va-t-en-guerre  (Prix des lycéens).
- Les Écrans de l'Aventure, Dijon, 1997, (France): nommé en compétition pour Azalaï, la caravane de l'or blanc.
- Cinéma du réel, Paris, 1994, (France): nommé en panorama de la création française pour La démocratie n'a pas d'ancêtres.
- Festival du film de Royan, Royan, 1990, (France): nommé en compétition pour Tableaux noirs.